# Esqui alpino nos Jogos Paralímpicos de Inverno de 2010 - Downhill feminino
As competições femininas do downhill do esqui alpino nos Jogos Paraolímpicos de Inverno de 2010 serão disputadas no Whistler Creekside em 18 de março.

## Medalhistas
| Medalha | Atletas sentadas    | Atletas em pé            | Deficientes visuais    |
| ------- | ------------------- | ------------------------ | ---------------------- |
| Ouro    | USA Alana Nichols   | CAN Lauren Woolstencroft | CAN Viviane Forest     |
| Prata   | USA Laurie Stephens | FRA Solene Jambaque      | SVK Henrieta Farkasová |
| Bronze  | AUT Claudia Lösch   | GER Andrea Rothfuß       | USA Danielle Umstead   |

## Agenda
| Dia         | Horário (UTC-8) | Categoria           |
| ----------- | --------------- | ------------------- |
| 18 de março | 11:30           | Deficientes visuais |
| 18 de março | 11:44           | Atletas sentadas    |
| 18 de março | 11:54           | Atletas em pé       |

## Resultados

### Atletas sentadas
| Pos.              | Nº | Atleta              | Tempo   | Diferença |
| ----------------- | -- | ------------------- | ------- | --------- |
| Medalha de ouro   | 3  | USA Alana Nichols   | 1:23.31 |           |
| Medalha de prata  | 2  | USA Laurie Stephens | 1:28.26 | +6.95     |
| Medalha de bronze | 1  | AUT Claudia Lösch   | 1:29.89 | +6.58     |
| 4                 | 6  | USA Stephani Victor | 1:36.99 | +13.68    |
| -                 | 4  | JPN Kuniko Obinata  | DNF     | -         |
| -                 | 5  | JPN Tatsuko Aoki    | DNF     | -         |

### Atletas em pé
| Pos.              | Nº | Atleta                   | Tempo   | Diferença |
| ----------------- | -- | ------------------------ | ------- | --------- |
| Medalha de ouro   | 10 | CAN Lauren Woolstencroft | 1:25.54 |           |
| Medalha de prata  | 7  | FRA Solene Jambaque      | 1:29.94 | +4.40     |
| Medalha de bronze | 11 | GER Andrea Rothfuß       | 1:30.58 | +5.04     |
| 4                 | 3  | ITA Melania Corradini    | 1:30.70 | +5.16     |
| 5                 | 9  | CAN Karolina Wisniewska  | 1:30.82 | +5.28     |
| 6                 | 6  | USA Allison Jones        | 1:32.32 | +6.78     |
| 7                 | 4  | SVK Petra Smarzova       | 1:35.23 | +9.69     |
| 8                 | 1  | FRA Marie Bochet         | 1:35.58 | +10.04    |
| 9                 | 8  | CAN Andrea Dziewior      | 1:37.53 | +11.99    |
| 10                | 12 | SVK Iveta Chlebakova     | 1:37.55 | +12.01    |
| 11                | 13 | FRA Nathalie Tyack       | 1:45.37 | +19.83    |
| -                 | 2  | SUI Karin Fasel          | DNS     | -         |
| -                 | 5  | USA Elitsa Storey        | DNS     | -         |

### Deficientes visuais
| Pos.              | Nº | Atleta                  | Tempo   | Diferença |
| ----------------- | -- | ----------------------- | ------- | --------- |
| Medalha de ouro   | 1  | CAN Viviane Forest      | 1:27.51 |           |
| Medalha de prata  | 6  | SVK Henrieta Farkasová  | 1:28.17 | +0.66     |
| Medalha de bronze | 2  | USA Danielle Umstead    | 1:30.18 | +2.67     |
| 4                 | 4  | AUT Sabine Gasteiger    | 1:32.00 | +4.49     |
| 5                 | 3  | AUS Melissa Perrine     | 1:33.30 | +5.79     |
| 6                 | 10 | RUS Alexandra Frantseva | 1:38.71 | +11.20    |
| 7                 | 8  | ESP Anna Cohi Fornell   | 1:45.94 | +18.43    |
| 8                 | 7  | BEL Natasha de Troyer   | 1:48.85 | +21.34    |
| -                 | 5  | CZE Anna Kuliskova      | DNF     | -         |
| -                 | 9  | USA Caitlin Sarubbi     | DNF     | -         |

## Legenda
| Q   | Classificado (Qualified)       |
| DNS | Não largou (Did not start)     |
| DNF | Não terminou (Did not finish)  |
| DSQ | Desclassificado (Disqualified) |